# Gazprom-RusVelo
El Gazprom-RusVelo (codi UCI: GAZ) és un equip ciclista professional rus fundat el 2012 i que es troba enquadrat dins la categoria d'UCI ProTeam.
El març de 2022 fou suspès per la Unió Ciclista Internacional a conseqüència de la invasió russa d'Ucraïna, motiu pel qual no va poder participar en cap altra competició d'aquella temporada.

## Palmarès

### Curses per etapes
- Tour de l'Azerbaidjan: Ilnur Zakarin (2014)
- Setmana Internacional de Coppi i Bartali: Serguei Firsànov (2016)

### Campionats nacionals
- Campionat de Rússia en ruta: 2021 (Artiom Nitx)
- Campionat de Rússia en contrarellotge: 2013 (Ilnur Zakarin), 2015 (Artiom Ovetxkin)

### Resultats a les grans voltes
- Giro d'Itàlia
  - 2 participacions (2016, 2017)
  - 1 victòries d'etapa:
    - 1 el 2016: Serguei Firsànov

## Composició de l'equip 2022
| Ciclista                 | Data de naixement | País       | Equip any anterior          |
| ------------------------ | ----------------- | ---------- | --------------------------- |
| Marco Canola             | 26/12/1988        | Itàlia     | Gazprom-RusVelo             |
| Giovanni Carboni         | 31/08/1995        | Itàlia     | Bardiani CSF Faizanè        |
| Nikolay Cherkasov        | 26/09/1996        | Rússia     | Gazprom-RusVelo             |
| Sergei Chernetski        | 09/04/1990        | Rússia     | Gazprom-RusVelo             |
| Nicola Conci             | 05/01/1997        | Itàlia     | Trek-Segafredo              |
| José Manuel Díaz Gallego | 18/01/1995        | Espanya    | Delko                       |
| Alessandro Fedeli        | 02/03/1996        | Itàlia     | Delko                       |
| Pavel Kochetkov          | 07/03/1986        | Rússia     | Gazprom-RusVelo             |
| Michael Kukrle           | 17/11/1994        | Txèquia    | Elkov-Kasper                |
| Eirik Lunder             | 09/06/1999        | Noruega    | Gazprom-RusVelo (stagiaire) |
| Matteo Malucelli         | 20/10/1993        | Itàlia     | Androni Giocattoli-Sidermec |
| Denis Nekrasov           | 19/02/1997        | Rússia     | Gazprom-RusVelo             |
| Artiom Nitx              | 21/03/1995        | Rússia     | Gazprom-RusVelo             |
| Andrea Piccolo           | 23/03/2001        | Itàlia     | Astana-Premier Tech         |
| Petr Rikunov             | 24/02/1997        | Rússia     | Gazprom-RusVelo             |
| Kevin Rivera             | 28/06/1998        | Costa Rica | Bardiani CSF Faizanè        |
| Ivan Rovny               | 30/09/1987        | Rússia     | Gazprom-RusVelo             |
| Cristian Scaroni         | 16/10/1997        | Itàlia     | Gazprom-RusVelo             |
| Dmitry Strakhov          | 17/05/1995        | Rússia     | Gazprom-RusVelo             |
| Mathias Vacek            | 12/06/2002        | Txèquia    | Gazprom-RusVelo             |
| Ilnur Zakarin            | 15/09/1989        | Rússia     | Gazprom-RusVelo             |

## Classificació UCI

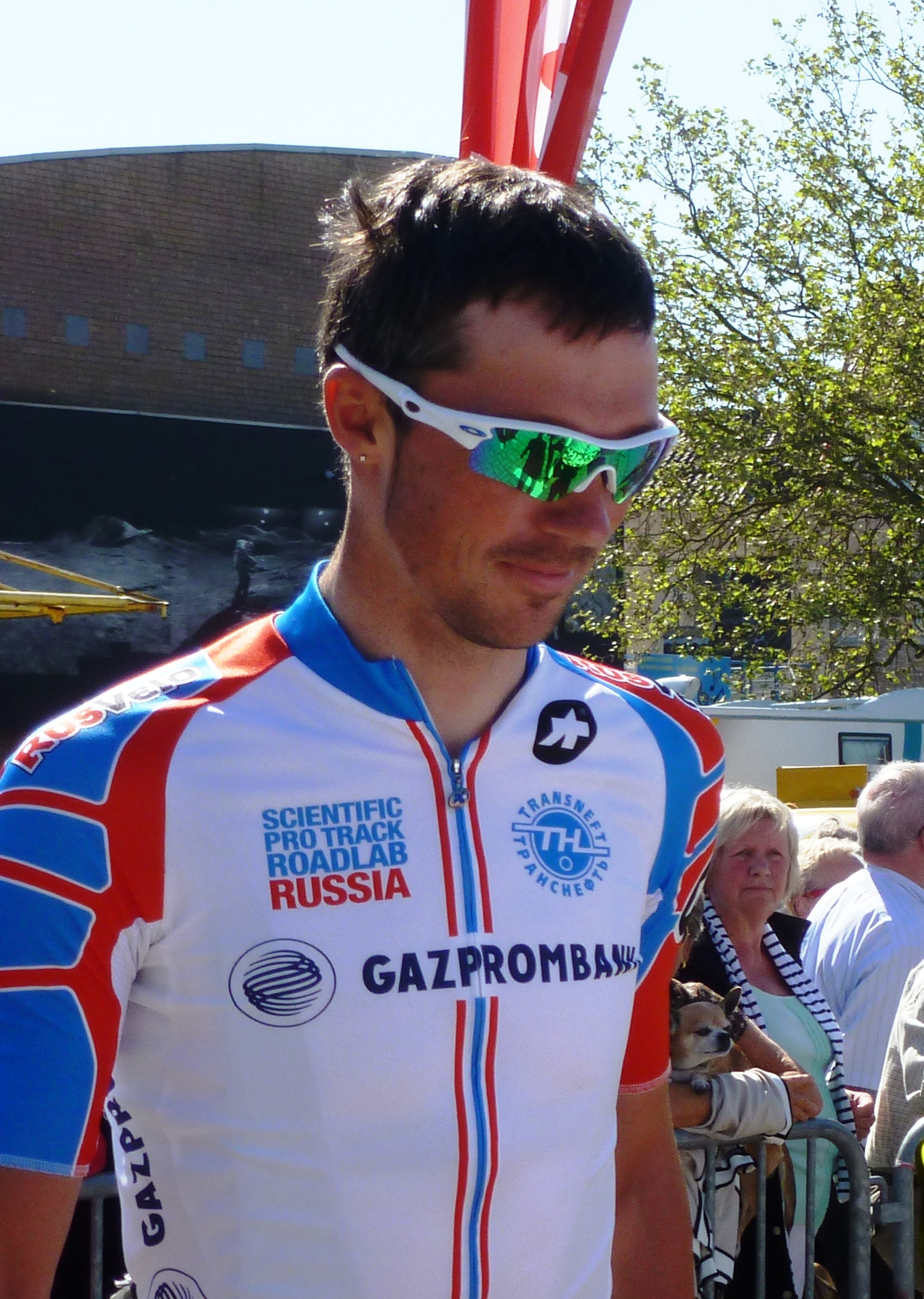
Aleksandr Serov amb el mallot de l'equip

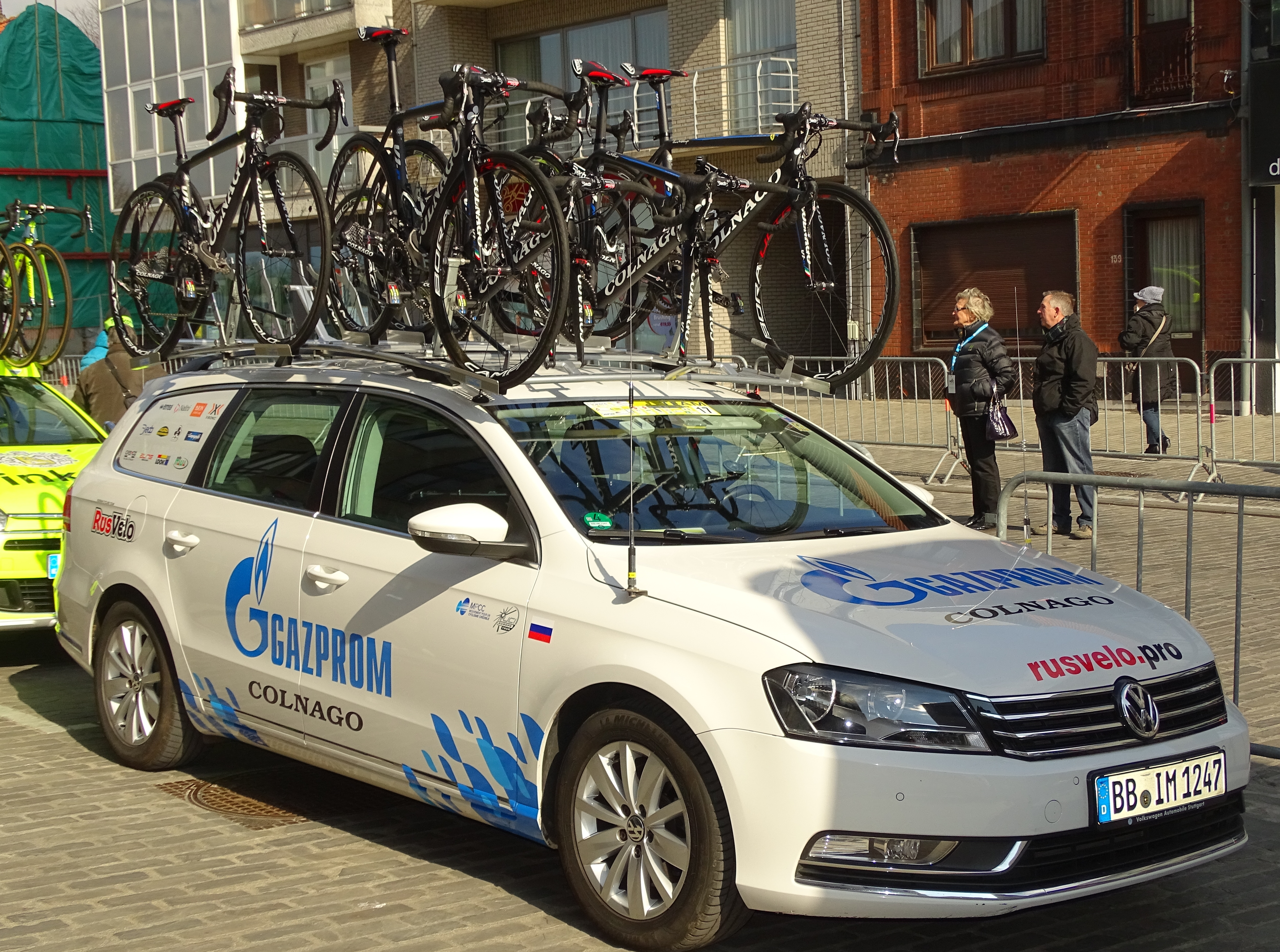
Vehicle de l'equip al 2016

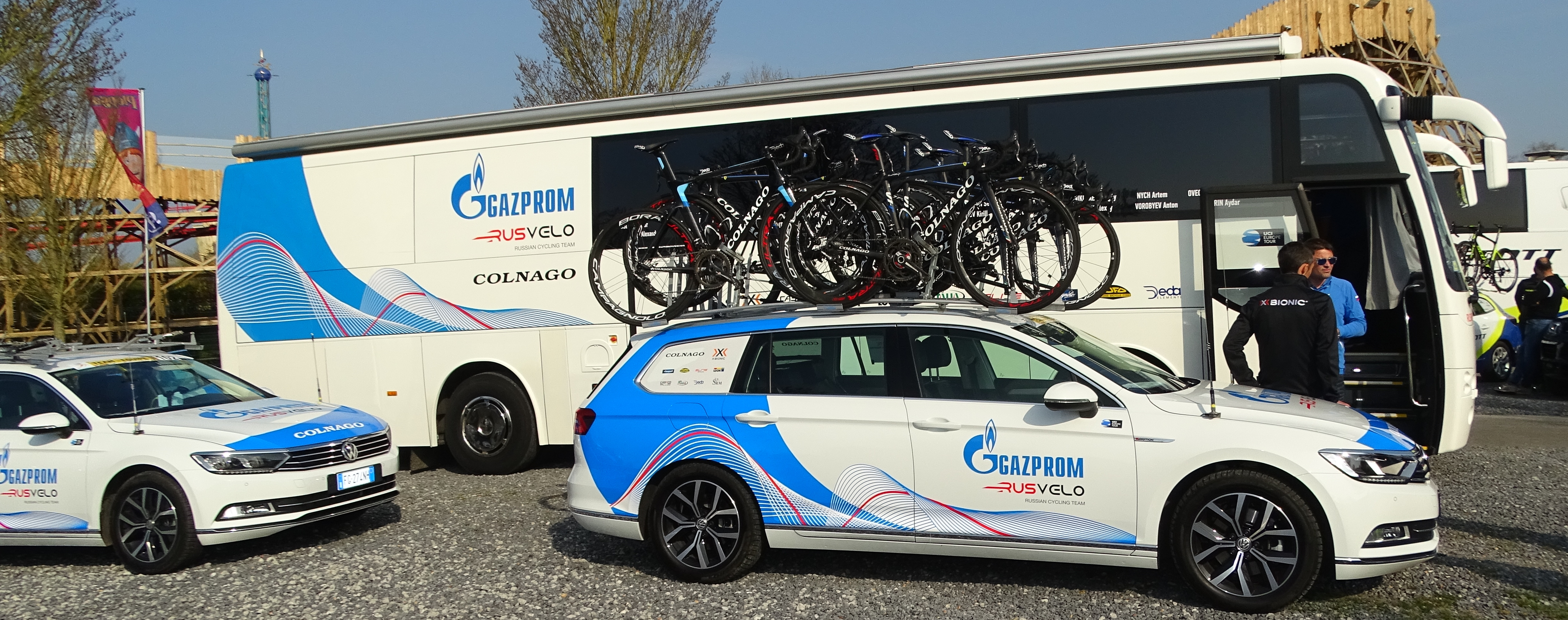
Vehicles de l'equip al 2017

L'equip participa en les proves dels circuits continentals i principalment en les curses del calendari de l'UCI Europa Tour. Les taules de sota presenten les classificacions de l'equip en els diferents circuits, així com el millor ciclista en la classificació individual.
UCI Amèrica Tour
| Temporada | Classificació per equips | Millor ciclista en la classificació individual |
| --------- | ------------------------ | ---------------------------------------------- |
| 2012      | 35è                      | Ivan Rovni (126è)                              |
| 2014      | 28è                      | Timofei Kritski (244è)                         |

UCI Àsia Tour
| Temporada | Classificació per equips | Millor ciclista en la classificació individual |
| --------- | ------------------------ | ---------------------------------------------- |
| 2012      | 19è                      | Artur Ierxov (55è)                             |
| 2013      | 32è                      | Leonid Krasnov (28è)                           |
| 2014      | 38è                      | Serguei Lagutin (117è)                         |
| 2015      | 30è                      | Ivan Savitskiy (43è)                           |
| 2016      | 48è                      | Roman Maikin (111è)                            |
| 2021      |                          | Anton Kuzmin (41è)                             |

UCI Europa Tour
| Temporada | Classificació per equips | Millor ciclista en la classificació individual |
| --------- | ------------------------ | ---------------------------------------------- |
| 2012      | 22è                      | Serguei Firsànov (18è)                         |
| 2013      | 28è                      | Leonid Krasnov (106è)                          |
| 2014      | 8è                       | Ilnur Zakarin (9è)                             |
| 2015      | 6è                       | Ivan Savitskiy (30è)                           |
| 2016      | 14è                      | Serguei Firsànov (53è)                         |
| 2017      | 31è                      | Aleksandr Pórsev (287è)                        |
| 2018      | 23è                      | Aleksandr Vlàssov (206è)                       |
| 2019      | 15è                      | Aleksandr Vlàssov (89è)                        |
| 2020      | 19è                      | Simone Velasco (208è)                          |
| 2021      | 11è                      | Simone Velasco (116è)                          |

UCI Oceania Tour
| Temporada | Classificació per equips | Millor ciclista en la classificació individual |
| --------- | ------------------------ | ---------------------------------------------- |
| 2012      | 16è                      | Alexander Serov (49è)                          |
| 2017      | 19è                      | Pàvel Brut (78è)                               |

El 2016 la Classificació mundial UCI passa a tenir en compte totes les proves UCI. Durant tres temporades existeix paral·lelament amb la classificació UCI World Tour i els circuits continentals. A partir del 2019 substitueix definitivament la classificació UCI World Tour.
| Temporada | Classificació per equips | Millor ciclista en la classificació individual |
| --------- | ------------------------ | ---------------------------------------------- |
| 2016      | -                        | Sergey Firsanov (150è)                         |
| 2017      | -                        | Alexander Porsev (520è)                        |
| 2018      | -                        | Aleksandr Vlàssov (366è)                       |
| 2019      | 34è                      | Aleksandr Vlàssov (108è)                       |
| 2020      | 40è                      | Simone Velasco (253è)                          |
| 2021      | 30è                      | Simone Velasco (136è)                          |